# 厦门珍稀海洋物种国家级自然保护区
厦门海洋珍稀物种国家级自然保护区位于福建省厦门市海域，总面积33088公顷，保护12种珍稀物种及其生境。保护区于2000年4月4日经国务院办公厅正式批准设立，是在厦门市政府1991年批准建立的厦门文昌鱼保护区、福建省政府1995年批准设立的白鹭保护区和1997年批准设立的中华白海豚保护区基础上合并建立的。

## 保护对象
- 国家一级保护动物：中华白海豚
- 国家二级保护动物：文昌鱼、黄嘴白鹭、岩鹭
- 其他鸟类：（小）白鹭、大白鹭、中白鹭、夜鹭、池鹭、牛背鹭、苍鹭和小杓鹬